# Acanthocera chaineyi
Acanthocera chaineyi är en tvåvingeart som beskrevs av David Fairchild 1994. Acanthocera chaineyi ingår i släktet Acanthocera och familjen bromsar. Inga underarter finns listade i Catalogue of Life.